# Ку Бун Гюі
Ку Бун Гюі (спрощений китайський: 邱文邱; традиційний китайський: 邱文邱; пінін: Qё Wenhui; Пеушш-ô-ji: Ху Бунхуй), (1954) — сінгапурський державний діяч. Президент Інтерполу (2008—2012).

## Життєпис
Народився в 1954 році у Сінгапурі. Закінчив середню освіту в англо-китайській школі та був удостоєний престижної стипендії Сінгапурських збройних сил за кордоном (SAFOS) в 1973 році. Отримав ступінь бакалавра мистецтв (інженерія та економіка) Сент-Джонського коледжу в Оксфордському університеті в 1976 році та магістра з державного управління у школі державного управління ім. Кеннеді в Гарвардському університеті в 1982 році. Він відвідував програму підвищення кваліфікації в Уортоні в 2002 році.
У 1976 році він був запрошений приєднатися до поліції Сингапуру (SPF) після нетривалої служби в Сингапурських збройних силах. Він розпочав свою кар'єру в 1977 році і з тих пір займав різні посади, включаючи директора з стратегічного планування в 1987 році, начальника відділу поліції в 1990 році, директора департаменту кримінальних розслідувань в 1991 році та заступника комісара поліції в 1995 році.
У липні 1997 року він був призначений комісаром поліції Сингапуру, займав цю посаду 14 років, а 1 лютого 2010 року перейшов на посаду старшого заступника секретаря Міністерства внутрішніх справ
У 2006—2008 рр. — віце-президент Виконкому Інтерполу.
З 9 жовтня 2008 року — обраний президентом Інтерполу на чотирирічний термін (2008—2012 рр.).

## Нагороди та відзнаки
- Медаль «Державна адміністрація» (срібло) (1992)
- Медаль «Довга служба» (1998)
- Медаль «За заслуги»
- Медаль «Довга служба» (2003)
- Орден Корони Таїланду (2002)
- Орден поліції «Героїзм» (2003)
- Орден Героя держави Брунея, Перший клас
- Орден Корони (2005)[3]